# Veneno (filme)
Veneno é um filme Brasileiro do gênero de suspense e drama psicológico de 1952, produzido pela Companhia Cinematográfica Vera Cruz, estrelado por Anselmo Duarte e Leonora Amar.

## Sinopse
Drama psicológico policialesco, o filme conta a história de Hugo (Anselmo Duarte), funcionário de uma indústria de vidros, que ama apaixonadamente sua esposa Gina (Leonora Amar). Ela, ao contrário, demonstra completa indiferença por Hugo, que vai ficando obcecado pela ideia de que sua esposa o odeia. Tem horríveis pesadelos durante os quais se vê matando Gina. Cada sonho termina sempre com um implacável delegado de polícia (Ziembinski) que o interroga. Hugo passa a confundir sonho e realidade depois que é procurado pelo mesmo delegado de polícia do sonho, que vem indagar se sua casa não foi assaltada. Envolve-se progressivamente neste vórtice que o leva a envenenar Gina, cometendo um crime quase perfeito...

## Elenco
- Leonora Amar como Gina
- Anselmo Duarte como Hugo
- Paulo Autran como Dr. Wagner
- Ziembinski como Delegado Wilson
- Jackson de Souza como Antoniel
- Dorinha Duval como Celi
- Ayres Campos como Amado
- Renato Consorte como Charles

Com as participações especiais de
- Lima Neto
- Heitor Rodrigues
- Joaquim Mosca
- Helena Martins
- Pedro Moacir
- Lana Alba
- Neide Landi
- Américo Taricano
- Francisco Tamura
- T.Arima
- Pia Gavassi
- Orlando Vitale